# Driving Party
Driving Party - Racing in Italy è un videogioco arcade per sale giochi distribuito da Konami nel 2001 ambientato in Italia.

## Caratteristiche
È un gioco di guida dove il compito è di arrivare primi ad ogni gara sfidando cinque avversari. Le gare si svolgono in vari tracciati che comprendono ampie piazze, strade di montagna ma anche stretti viali tipici di alcune regioni italiane. Tra le varie piste ve ne è anche una ambientata nel centro di Milano.
Una particolarità del gioco è la possibilità di attraversare gli scenari con dei super salti che permettono anche di trovare strade segrete e scorciatoie nei vari circuiti.

## Il cabinato
Il cassone presenta un volante ed uno sterzo per simulare al meglio la guida, la parte superiore del cabinato è di color arancione e rossa e in alcuni casi può essere anche aggiunto un sedile di plastica per la comodità del giocatore.